# Bordetella
Bordetella es el género de pequeñas (0.2 - 0.7 µm) bacterias gram negativas del filo proteobacteria. Son organismos cocobacilos de difícil cultivo y, con la excepción de B. petrii, son aeróbicos obligados. Tres especies son patógenos humanos, B. pertussis, B. parapertussis y B. bronchiseptica; dos de los cuales (B. bronchiseptica y B. pertussis) presentan motilidad. El género Bordetella recibe su nombre de Jules Bordet.
B. pertussis y ocasionalmente B. parapertussis causan tos ferina o convulsiva y contagiosa en humanos y algunas cepas de B. parapertussis pueden colonizar ovejas. La B. bronchiseptica raramente infecta a humanos sanos, aunque se han reportado enfermedades en inmunocomprometidos. B. bronchiseptica causa enfermedades en otros animales, incluyendo traqueobronquitis y rinitis atrófica en perros y cerdos, respectivamente. Otros miembros del género causan enfermedades similares en otros mamíferos y en aves (B. hinzii, B. avium).

## Características
Las Bordetella son bacterias parásitas obligadas y sobreviven poco tiempo en el medio exterior, teniendo un tropismo peculiar por las vías respiratorias, aunque son flora saprofita de ciertos animales. Son bacterias cocobacilares, es decir son microorganismos que combinan una forma morfológica de bacilo (bastón), y de coco (esférica). No son esporuladas, tienen flagelos peritricos, aunque algunos son inmóviles. Varían en tamaño entre 0,5 µm y 1 µm de largo y 0,2 a 0,4 µm de ancho. Su metabolismo de respiración aeróbica le permite catabolizar carbohidratos y formar energía a partir de aminoácidos.
En cultivo, son microorganismos bastante exigentes, por lo que el aislamiento de Bordetella requiere medios de cultivo enriquecidos con ácidos grasos saturados y sangre, preparación llamada agar de Bordet-Gengou. La temperatura de cultivo óptima está comprendida entre 35 y 37 °C. Los cultivos necesitan la presencia de nicotinamida y de derivados sulfurados, como la cisteína y factores X y V. El porcentaje C:G varía entre 60 y 70%.
Actualmente, el medio Bordet-Gengou ha empezado a sustituirse por el medio con carbón de Regan-Lowe, incubado en aerobiosis a 35 °C y en cámara húmeda. No obstante, menos de la mitad de los pacientes infectados obtiene resultados positivos en los cultivos, por lo que se recomienda realizar pruebas de amplificación de ácidos nucléicos como la PCR, que es la prueba diagnóstica más sensible para la tos ferina.

## Patogénesis

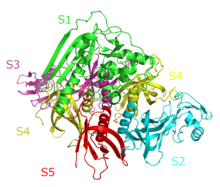
Toxina pertussis.

Las especies de Bordetella más estudiadas son B. bronchiseptica, B. pertussis y B. parapertussis, siendo la patología respiratoria de estos organismos la más revisada. La transmisión ocurre por contacto directo o por gotitas de aerosol. La bacteria se adhiere inicialmente al epitelio ciliado de la nasofaringe y esta interacción con las células epiteliales es mediada por una serie de adhesinas proteicas que incluyen la hemaglutinina filamentosa, pertactina, fimbrias y la toxina pertusis (única en la B. pertussis).
La fase catarral inicial de la infección produce síntomas similares a aquellos de un resfriado común y, durante este período, se pueden recoger grandes números de bacteria de la faringe. De allí en adelante, las bacterias proliferan y se esparcen por las vías respiratorias, donde la secreción de toxinas causa estasis ciliar y facilita la entrada del microorganismo a las células ciliadas de la tráquea y bronquios. Una de las primeras toxinas expresadas es la citotoxina traqueal, un tetrapéptido disacárido derivado del peptidoglucano. A diferencia de las otras toxinas de la Bordetella, la citotoxina traqueal se expresa constitutivamente, es decir, es un producto normal del metabolismo de la pared celular de la bacteria. Otras bacterias reciclan esta molécula de vuelta al citoplasma, pero en el caso de las Bordetella y de Neisseria gonorrhoeae, la toxina es liberada al exterior. La citotoxina traqueal por sí misma es capaz de producir parálisis del levador ciliar, inhibición de la síntesis de ADN en las células epiteliales y, ultimadamente matando a la célula. Una de las toxinas reguladas de mayor importancia es la toxina de la adenilato ciclasa, el cual ayuda a evadir la inmunidad innata del huésped. La toxina es introducida en las células fagocíticas del sistema inmune tan pronto entran en contacto. Las funciones inmunes son inhibidas, en parte como resultado de la acumulación de adenosín monofosfato cíclico. Recientemente se descubrieron las actividades de la toxina de la adenilato ciclasa, incluyendo la formación de poros que penetran la membrana celular y la estimulación de un influjo de calcio, lo cual añade una contribución a la intoxicación de los fagocitos.

## Bordetelosis
En esta enfermedad el microorganismo se asocia a Pasteurella Multocida, ambos al asociarse empiezan a generar toxinas necróticas, esto va evolucionando causando Rinitis Atrófica.

### Virulencia
La expresión de muchas de las adhesinas y toxinas de las Bordetella está controlada por un sistema regulatorio compartimentalizado llamado BvgAS. Mucho de lo que se sabe sobre este sistema regulatorio está basado en la B. bronchiseptica, aunque el BvgAS está presente en B. pertussis, B. parapertussis y B. bronchiseptica y es responsable de la variación de fase, es decir, la modulación reversible de caracteres fenotípicos como resultado de variaciones en la expresión de uno o varios genes.
La BvgS es una kinasa sensorial ligada a la membrana plasmática que corresponde con la estimulación por fosforilación de una proteína citoplasmática que contiene hélice-giro-hélice llamada BvgA. Cuand es fosforilada, la BvgA habrá incrementado su afinidad por los sitios de unión de las secuencias promotores en la Bvg activada, y es así capaz de promover la transcripción en ensayos in vitro.
La mayoría de las toxinas y adhesinas bajo el control de BvgAS son expresadas bajo condiciones Bvg+ (altas concentraciones de BvgA-Pi: fosforiladas). Sin embargo hay también genes expresadas solo en el estado Bvg-, en especial el gen de la flagelina flaA. La regulación de los genes inhibidos del BvgAS es mediada por el producto de la bvgA en un marco abierto de lectura, la llamada proteína represora Bvg activada, BvgR. Esta proteína represora reduce la transcripción de varios genes a través de un mecanismo aúin no identificado.
 

Referencias
1. ↑  Ryan KJ; Ray CG (editors) (2004). Sherris Medical Microbiology (4th ed. edición). McGraw Hill. ISBN 0-8385-8529-9.
2. ↑  Hoffman, Casandra L.; Gonyar, Laura A.; Zacca, Federico; Sisti, Federico; Fernandez, Julieta; Wong, Ting; Damron, F. Heath; Hewlett, Erik L. (14 de mayo de 2019). «Bordetella pertussis Can Be Motile and Express Flagellum-Like Structures».  En Parkhill, Julian, ed. mBio (en inglés) 10 (3). ISSN 2150-7511. PMC 6520453. PMID 31088927. doi:10.1128/mBio.00787-19. Consultado el 8 de agosto de 2019.
3. ↑  MedlinePlus - Enciclopedia médica en español: Tos ferina.
4. ↑  Bauwens J, Spach D, Schacker T, Mustafa M, Bowden R (1992). «Bordetella bronchiseptica pneumonia and bacteremia following bone marrow transplantation». J Clin Microbiol 30 (9): 2474-5. PMID 1401019.
5. ↑  Hewlett E (1997). «Pertussis: current concepts of pathogenesis and prevention». Pediatr Infect Dis J 16 (4 Suppl): S78-84. PMID 9109161.
6. 1 2  Cotter PA, Miller JF (2000). Bordetella in: Principles of Bacterial Pathogenesis (Groisman EA, ed.). Academic Press. pp. 620-85. ISBN 0-12-304220-8.
7. 1 2  Mattoo S, Cherry J (2005). «Molecular pathogenesis, epidemiology, and clinical manifestations of respiratory infections due to Bordetella pertussis and other Bordetella subspecies». Clin Microbiol Rev 18 (2): 326-82. PMID 15831828.
8. ↑  Steven M. Julio y Peggy A. Cotter. (2005 August). «Characterization of the Filamentous Hemagglutinin-Like Protein FhaS in Bordetella bronchiseptica.». Infect Immun. 73 (8): 4960-4971.
9. ↑  CARVALHO, Aroldo P. de and PEREIRA, Eliane Mara Cesário. (2006). «Acellular pertussis vaccine for adolescents.». J. Pediatr. (Rio J.) [online]. 82 (3). ISSN 0021-7557. [cited 2007-11-07]. Available from: .
10. ↑  Gray MC, Donato GM, Jones FR, Kim T, Hewlett EL (2004). «Newly secreted adenylate cyclase toxin is responsible for intoxication of target cells by Bordetella pertussis». Mol. Microbiol. 53 (6): 1709-19. PMID 15341649. doi:10.1111/j.1365-2958.2004.04227.x.
11. ↑  Hewlett EL, Donato GM, Gray MC (2006). «Macrophage cytotoxicity produced by adenylate cyclase toxin from Bordetella pertussis: more than just making cyclic AMP!». Mol. Microbiol. 59 (2): 447-59. PMID 16390441. doi:10.1111/j.1365-2958.2005.04958.x.
12. ↑  Fiser R, Masín J, Basler M, Krusek J, Spuláková V, Konopásek I, Sebo P (2007). «Third activity of Bordetella adenylate cyclase (AC) toxin-hemolysin. Membrane translocation of AC domain polypeptide promotes calcium influx into CD11b+ monocytes independently of the catalytic and hemolytic activities». J. Biol. Chem. 282 (5): 2808-20. PMID 17148436. doi:10.1074/jbc.M609979200.
13. ↑  Uhl M, Miller J (1994). «Autophosphorylation and phosphotransfer in the Bordetella pertussis BvgAS signal transduction cascade». Proc Natl Acad Sci U S A 91 (3): 1163-7. PMID 8302847.
14. ↑  Steffen P, Goyard S, Ullmann A (1996). «Phosphorylated BvgA is sufficient for transcriptional activation of virulence-regulated genes in Bordetella pertussis». EMBO J 15 (1): 102-9. PMID 8598192.
15. ↑  Akerley B, Monack D, Falkow S, Miller J (1992). «The bvgAS locus negatively controls motility and synthesis of flagella in Bordetella bronchiseptica». J Bacteriol 174 (3): 980-90. PMID 1370665.
16. ↑  Merkel T, Stibitz S (1995). «Identification of a locus required for the regulation of bvg-repressed genes in Bordetella pertussis». J Bacteriol 177 (10): 2727-36. PMID 7751282.
17. ↑  Moon, Kyung; Bonocora, Richard P.; Kim, David D.; Chen, Qing; Wade, Joseph T.; Stibitz, Scott; Hinton, Deborah M. (8 de noviembre de 2017). «The BvgAS Regulon of Bordetella pertussis».  En Rappuoli, Rino, ed. mBio (en inglés) 8 (5). ISSN 2150-7511. PMC 5635692. PMID 29018122. doi:10.1128/mBio.01526-17. Consultado el 8 de agosto de 2019.